# Đơn vị tác chiến cấp tiểu đoàn
Đơn vị tác chiến cấp tiểu đoàn (tiếng Nga: Батальонная тактическая группа, phiên âm: batal'onnaya takticheskaya gruppa) hay Đơn vị chiến thuật cấp tiểu đoàn hay Nhóm chiến thuật cấp tiểu đoàn (Battalion tactical group, viết tắt là BTG) là một đơn vị vũ trang tổng hợp và cơ động do Quân đội Nga triển khai luôn ở trạng thái sẵn sàng chiến đấu cao. Khái niệm BTG đóng vai trò quan trọng trong học thuyết quân sự của Nga trong thập niên gần đây, trong đó các tiểu đoàn được tích hợp đầy đủ đơn vị hỗ trợ như thiết giáp, trinh sát và pháo binh. Những đội hình tác chiến linh hoạt dựa trên khung tiểu đoàn bộ binh này được coi là "át chủ bài" trong chiến dịch gây áp lực quân sự của Nga.

## Đại cương
Một BTG tiêu chuẩn thường bao gồm một tiểu đoàn (thường là bộ binh cơ giới) gồm hai đến bốn đại đội được tăng cường lực lượng phòng không, pháo binh, công binh và các đơn vị hỗ trợ hậu cần, được thành lập từ một lữ đoàn quân đồn trú. Một đại đội xe tăng và pháo tên lửa thường củng cố các nhóm như vậy. BTG đã hình thành trụ cột cho sự can thiệp quân sự của Nga vào Ukraine từ năm 2013 đến năm 2015, đặc biệt là trong cuộc chiến ở Donbass. Vào tháng 8 năm 2021, Bộ trưởng Quốc phòng Nga cho biết nước này có khoảng 170 BTG. Mỗi BTG có khoảng 600–800 sĩ quan và binh lính trong số đó có khoảng 200 lính bộ binh, được trang bị phương tiện thường bao gồm khoảng 10 xe tăng và 40 xe chiến đấu bộ binh:pp. 11–13. 
Với cấu trúc này, các BTG sở hữu nhiều năng lực đa dạng để giải quyết hàng loạt vấn đề chiến thuật phát sinh trên chiến trường mà không cần yêu cầu yểm trợ từ cấp trên, mô hình BTG hiệu quả trong tập trung nhanh chóng hỏa lực tác chiến tại một điểm cụ thể trên chiến trường, vùi dập vị trí cục bộ của đối phương bằng hỏa lực áp đảo, phát huy mạnh khả năng thọc sâu bằng các đơn vị cơ động. Một quan niệm sai lầm phổ biến là BTG là một đội hình cố định, chúng có thành phần linh hoạt và tương tự như Kampfgruppe của quân Đức trong Thế chiến II với các đơn vị được bổ sung để thực hiện vai trò bắt buộc và là nòng cốt của Quân đội Nga Khả năng sử dụng các biệt đội tấn công cỡ đại đội được đồn đại không thực sự thay đổi nhiều vì chúng sẽ trở thành BTG nếu vai trò cần nhưng cho phép nhiều yếu tố cơ động hơn. 
Trong cuộc xâm lược Ukraine năm 2022, BTG của Nga ban đầu là các đơn vị chiến đấu chính, tham gia vào trận Mariupol, trận sân bay Donetsk và trận Debaltseve. Tuy nhiên, Bộ Quốc phòng Vương quốc Anh quan sát thấy rằng từ tháng 9 đến tháng 11 năm 2022, các lực lượng Nga phần lớn đã ngừng triển khai các BTG, nhận thấy những điểm yếu nội tại của chúng. Khái niệm BTG của Nga đã bộc lộ một số điểm yếu nội tại trong chiến sự quy mô lớn, cường độ cao tại Ukraine. Với cấu trúc phân bổ bộ binh tác chiến tương đối nhỏ, cấu trúc BTG thường tỏ ra không đủ sức tác chiến. Phân bổ pháo binh phi tập trung không cho phép Nga tận dụng tối đa lợi thế của mình về số lượng khí tài. Trong khi đó, chỉ có số ít chỉ huy BTG được trao quyền để linh hoạt tận dụng các cơ hội mà cơ cấu này được thiết kể để phát huy. Mô hình BTG không có đủ quân số để bảo vệ khu vực rộng lớn hay tham gia một trận chiến kéo dài, đặc biệt là tác chiến đô thị. Do thiếu nhân lực, BTG sẽ phải dựa vào lực lượng dự bị hoặc không có trình độ tác chiến cao, như lính nghĩa vụ hay dân quân địa phương để bảo vệ bên sườn và giám sát đối phương, đây là điểm yếu lớn nhất trong đội hình BTG làm chậm bước tiến của quân Nga, ngăn chiến dịch tấn công tổng lực, chỉ huy BTG sẽ phải tìm mọi cách bảo toàn lực lượng của mình vì mọi thiệt hại về quân số rất khó bù đắp.